# Congreso Internacional de Paleontología Humana

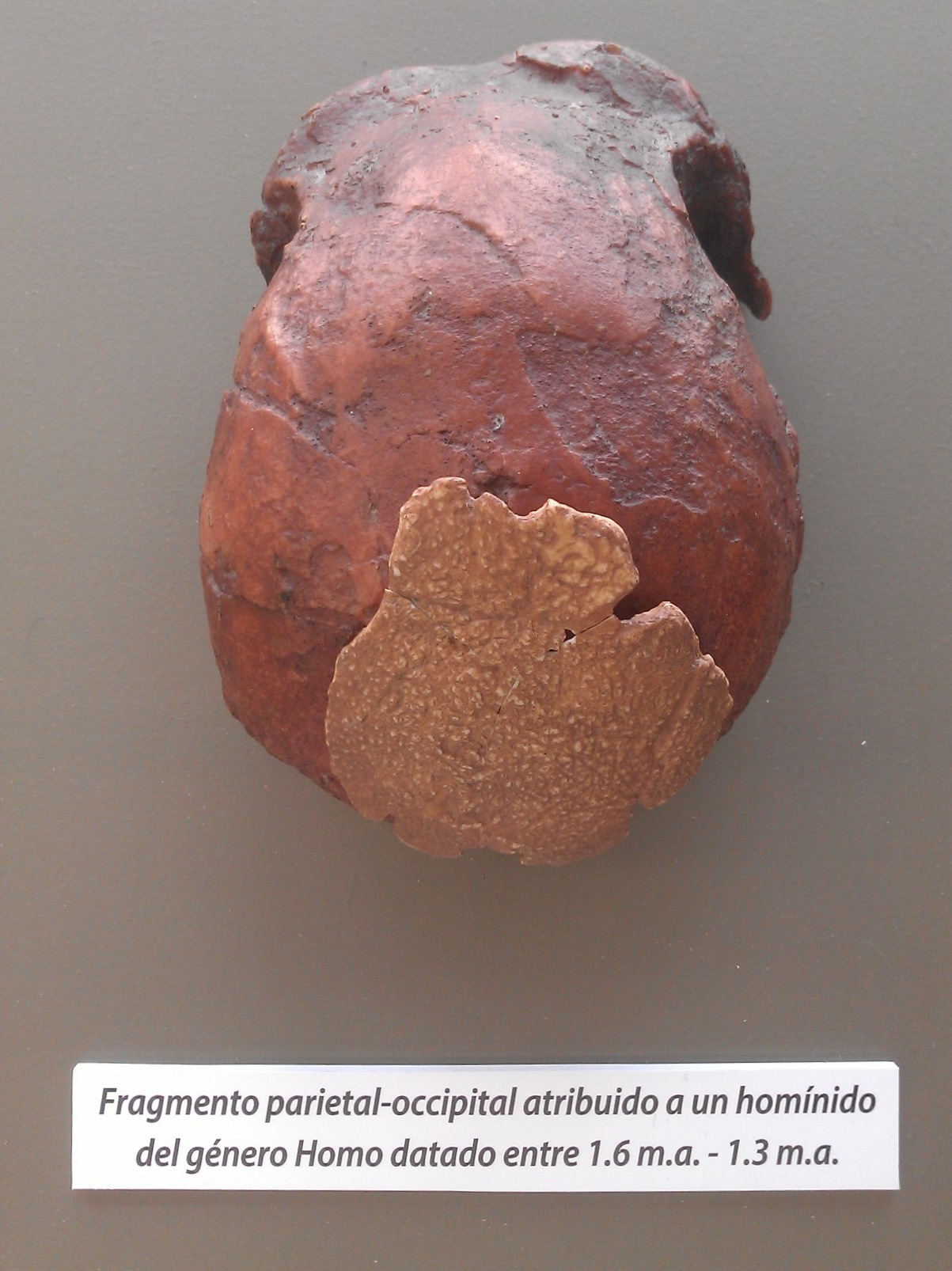
Réplica del hueso VM-0 exhibida en el Museo de Prehistoria de Orce. Este resto, por su atribución a Homo desde su descubrimiento, fue el origen del congreso.

El Congreso Internacional de Paleontología Humana  fue un evento que se desarrolló en la población granadina de Orce, España, entre los días 4 y 7 de septiembre de 1995 bajo el subtítulo Los Homínidos y su entorno en el Pleistoceno inferior y medio de Euroasia (en inglés, The Hominids and their environment during the lower and middle Pleistocene of Eurasia) y coordinado por Josep Gibert, entonces encargado de todos los trabajos de excavación del área arqueológica y palentológica de la cuenca de Guadix-Baza.

## Asistentes
Entre los asistentes y ponentes estaban muchos de los más afamados paleoantropólogos, paleontólogos, geólogos y prehistoriadores del momento:
- Ian Tattersall, experto mundial en Homo neanderthalensis;
- Phillip V. Tobias, descubridor y descriptor del primer Homo habilis;
- Emiliano Aguirre, director de los yacimientos pleistocenos de la sierra de Atapuerca durante doce años;
- Manuel Domínguez-Rodrigo, prehistoriador de la UCM que ha participado en multitud de excavaciones en Olduvai, Asia y Europa;
- Francis Clark Howell, director de las excavaciones en Torralba y Ambrona;
- José María Bermúdez, codirector de los yacimientos pleistocenos de la Sierra de Atapuerca desde 1990.

## Publicación
En 1999, los resultados y ponencias del congreso fueron publicadas en un libro coordinado por Gibert i Clos, titulado Los homínidos y su entorno en el Pleistoceno inferior y medio de Eurasia : actas del Congreso Internacional de Paleontología Humana, Orce 1995.
Las ponencias versaron sobre temas variados, aunque directamente relacionados con el tema del Hombre de Orce fueron solo algunas, entre las que se encontraban las siguientes:
- Phillip V. Tobias. «Commentary on the case for Early Pleistocene hominids in South-Eastern Spain» (en inglés);
- Concepción Borja y Enrique García Olivares. «Ancient proteins in fossils from Venta Micena and Cueva Victoria» (en inglés);
- M. E. Subira, J. L. Fernández, S. Safont, Assumpció Malgosa Morera, J. Gibert. «Distribución de elementos traza en taxones del Pleistoceno inferior de Venta Micena»;
- Domingo Campillo. «Réplica a las objeciones de tipo anatómico, en que algunos autores fundamentan que el fósil VM-0 exhumado en Venta Micena (Orce, Granada), no pertenece al género Homo».